# Ilince
Ilince (cyr. Илинце) – wieś w Serbii, w okręgu pczyńskim, w gminie Preševo. W 2002 roku liczyła 136 mieszkańców.